# Silentium
I Silentium sono una gothic metal/doom metal band che nasce nel dicembre del 1995, in Finlandia.

## Storia dei Silentium
Nata dalle ceneri di un gruppo musicale finlandese chiamato Funeral (da non confondere con i Funeral gruppo norvegese) sono esponenti della musica doom metal e dark/gothic metal, genere che li vede principali esponenti.

## Formazione[2]

### Attuale
- Riina Rinkinen - voce femminile (2004-) (Caledonian)
- Juha Lehtioksa - chitarra (1995-)
- Toni Lahtinen - chitarra (1995-)
- Matti Aikio - basso, voce (1995-) (Funeral, Dehydrated)
- Jari Ojala - batteria (1995-1999, 2004-) (Hullun Miehen Seiväs, Anesthesia)
- Sami Boman - tastiere, voce (1995-) (Funeral)
- Elias Kahila - violoncello (2005-)

### Ex componenti
- Tiina Lehvonen - voce femminile (1998-2003)
- Maija Turunen - voce femminile (2003) (ex Avernal Oath)
- Janne Ojala - batteria (1999-2004) (Dehydrated, Funeral, Gloomy Grim, Twilight Ophera, Evilion)
- Jani Laaksonen - violino (1995-2004) (Evilion)
- Anna Ilveskoski - voce femminile (2003-2004) (Evilion)

## Discografia[3]

### LP
- 1999 - Infinita Plango Vulnera
- 2001 - Altum
- 2003 - Sufferion - Hamartia of Prudence
- 2006 - Seducia
- 2008 - Amortean

### Demo
- 1996 - Illacrimo

### EP
- 1998 - Caméne Misera
- 2001 - SI.VM E.T A.V.VM

### Singoli
- 2005 - Frostnight
- 2007 - Dead Silent
- 2019 - Empty
- 2020 - Unchained
- 2020 - Truth